# Софийски солисти
„Софийски солисти“ е камерен оркестър за класическа музика в София.

## История
Оркестърът е създаден през 1961 г. като Софийски камерен оркестър с диригент Михаил Ангелов. Съставът му е от 13 инструменталисти. През март 1962 г. се състои първият му концерт. Изпълняват се предимно малки виртуозни оркестрови пиеси, оркестрови цикли или сюити. От 1964 до 1978 г. диригент е Васил Казанджиев, през 1979 – 1988 г. е Емил Табаков, а от 1980 г. – Пламен Джуров.